# Cerro do Jarau
O Cerro do Jarau localizado no município de Quaraí no Rio Grande do Sul, formação rochosa de grande valor arqueológico.
O sítio vem sendo estudado deste 1997, através de um projeto da UFSM, definido como "Sítio RS Q 17 Estância Velha do Jarau".

## Geologia
O cerro do Jarau é formado por uma cadeia de morros com aproximadamente de 200 metros de altura. Tal elevação destaca-se no pampa gaúcho devido à sua altitute fora dos padrões locais. Localiza-se no município de Quaraí, no oeste do Rio Grande do Sul, onde o Brasil faz fronteira direta com o Uruguai.
Visto da Terra, dificilmente poder-se-ia identificar tal detalhe. Na verdade, o que se vê não é a cratera cavada pela violência do choque, mas suas bordas, que se elevaram como as ondas formadas pela queda de uma pedra em uma piscina. E nem as bordas se encontram tão bem preservadas como já foram um dia. Ao longo de milhões de anos, o vento, a chuva e a movimentação da superfície do planeta corroeram as bordas do Jarau deixando os morros com os 200 metros atuais. Rochas formando um anel de 3,5 quilômetros de diâmetro marcam a região mais central da cratera, onde possivelmente ocorreu o choque.
Através das amostras de rochas colhidas ao redor, foi possível identificar, através de modernos métodos de avaliação, que tais minerais somente poderiam ter sido formados através de pressões e temperaturas altíssimas, tais como as geradas pela queda de um corpo celeste. A formação rochosa foi formada provavelmente a 117 milhões de anos.

## Lenda
Local que figura a lenda gaúcha Salamanca do Jarau, registrada por João Simões Lopes Neto, e que conta a história da princesa moura (Teiniaguá, como também é conhecida por muitos) que se abriga em uma furna do Cerro do Jarau.
Séculos atrás, quando caiu o último reduto árabe na Espanha, veio fugida e transfigurada em uma velha; para que não fosse reconhecida e aprisionada. Teria vindo em uma urna de Salamanca, na Espanha, e acabou indo morar em uma caverna no Cerro do Jarau, esta se transformava em um lagarto encantado com uma pedra preciosa de brilho ofuscante incrustada na cabeça, até que um dia um sacristão jesuíta se apaixona por ela, e vivem um forte e intenso amor.